# Classe Slava
Pour les articles homonymes, voir Slava (homonymie).
Les navires de la classe Slava/Atlant (Атлант) ou projet 1164 sont les derniers croiseurs lance-missiles soviétiques (CG, selon la liste des codes des immatriculations des navires de l'US Navy).
Cette classe est née dans la lignée de la classe Kirov pour faire face aux porte-avions.

## Historique
La construction de ces croiseurs lourds lance-missiles est un moyen pour les Soviétiques de pallier l'absence de porte-avions conventionnels pour des raisons techniques et politiques.
Les missiles mer-mer P-700 Granit (SS-N-19 « Shipwreck »), avec leur portée (600 km) et leur vitesse (Mach 2,5), tentent de se substituer à l'aviation embarquée (même si cela n'est pas la solution idéale, l'étude des porte-avions ayant d'ailleurs repris durant la construction des Kirov).
Pourtant, malgré les moyens disponibles, les Soviétiques comprennent qu'ils ne pourront pas s'équiper d'autant de Kirov qu'ils le souhaitent (7 sont prévus mais 4 seulement sont achevés avant la chute de l'URSS) et cherchent une solution moins coûteuse.
Ils reprennent donc comme base les croiseurs de classe Kara (7 exemplaires en service) qu'ils améliorent et dotent d'armes plus modernes comme le missile P-500 Bazalt (SS-N-12 « SandBox ») donnant naissance aux croiseurs lance-missiles de classe Slava.
Les Slava (Projet 1164 « Atlant ») sont des croiseurs lance-missiles dédiés prioritairement à la lutte antinavire, avec pour cibles principales les porte-avions de l’OTAN durant la Guerre froide, mais ils disposent aussi de capacités antiaériennes et anti sous-marins en faisant les navires les plus lourdement armés de la Marine Soviétique après ceux de la classe Kirov (Projet 1144).
Le croiseur Moskva coule le 14 avril 2022 durant la guerre en Ukraine, selon le ministère de la Défense russe .

## Développement du projet 1164
La vulnérabilité de la marine soviétique face aux porte-avions américains et le retard de son propre programme de porte-avions sont donc à l'origine du Projet 1164 Atlant approuvé par les autorités le 21 août 1974.
Ce sont les ingénieurs A.K. Perkov puis V.I. Moutikhine qui dirigent le développement des nouveaux croiseurs au sein du PKB Severniy.

### Armement

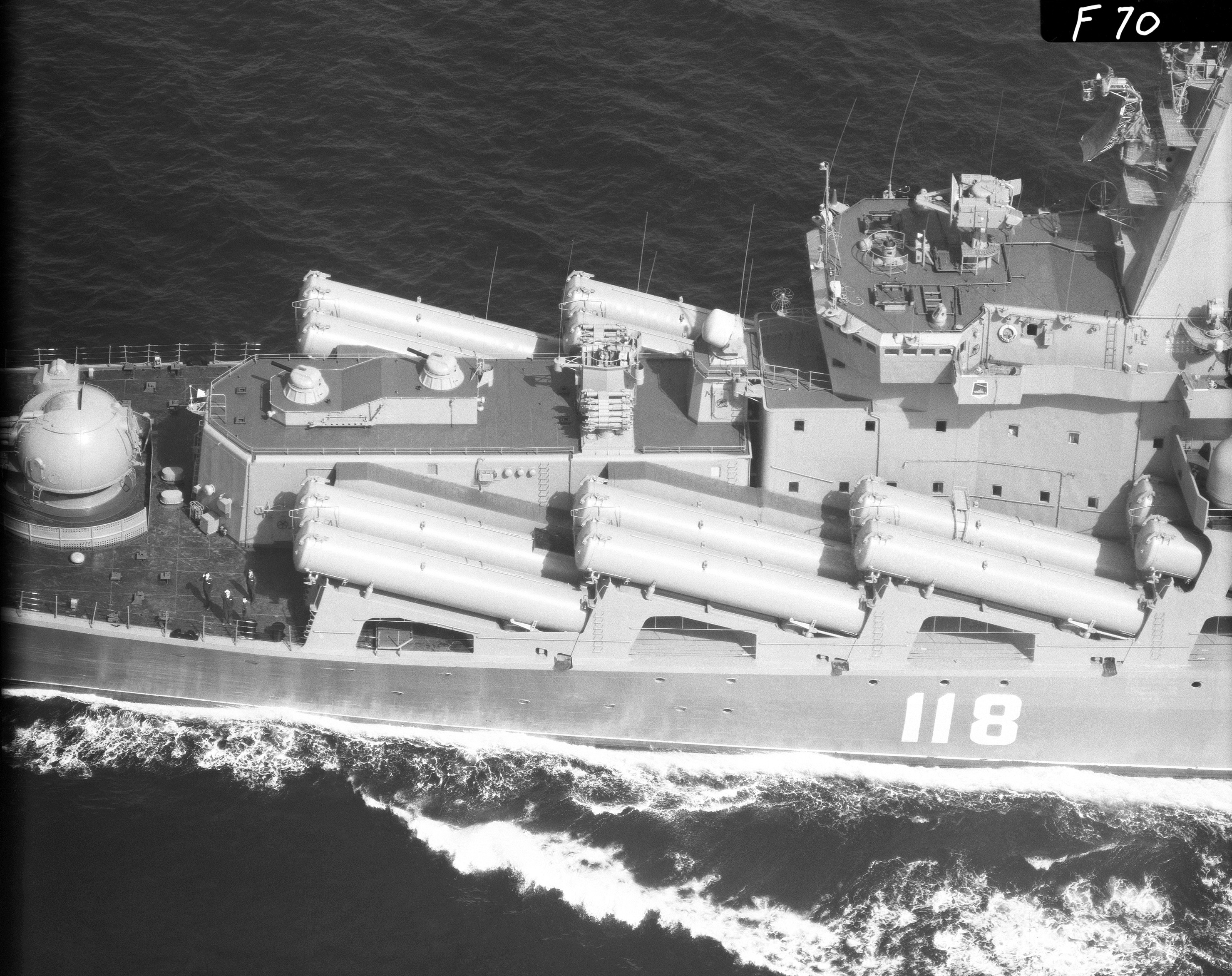
Vue des P-500 Bazalt du Moskva

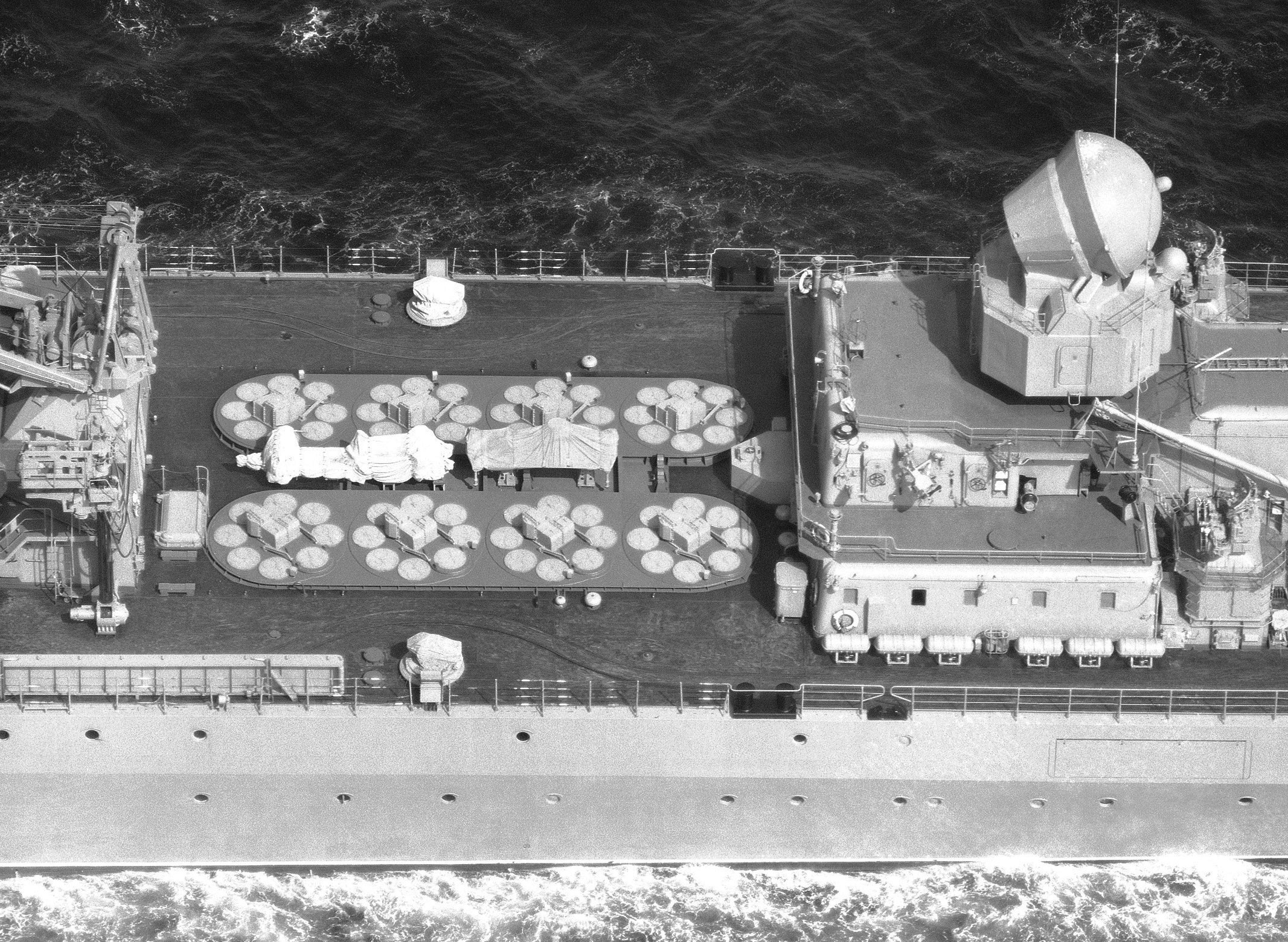
Vue des SA-N-6 antiaériens, le radar est à droite.

L’armement principal d’un Slava comprend 16 missiles antinavires SS-N-12 Sandbox (P-500 Bazalt de 550 km de portée), répartis en 4 lanceurs doubles placés l'un derrière l'autre de chaque côté des superstructures. Cela lui donne une silhouette très caractéristique. 
La défense antiaérienne du bâtiment est assurée par 8 systèmes VLS S-300F (Code OTAN SA-N-6) 8 tubes à longue portée (93 km), 2 Osa-MA (Code OTAN SA-N-4 Gecko) à courte portée (12 km) et un système d'armes rapproché composé de 6 tourelles AK-630 dotées d'un canon multitube GSh-6-30 de calibre 30 mm, avec une portée pratique 4 km.

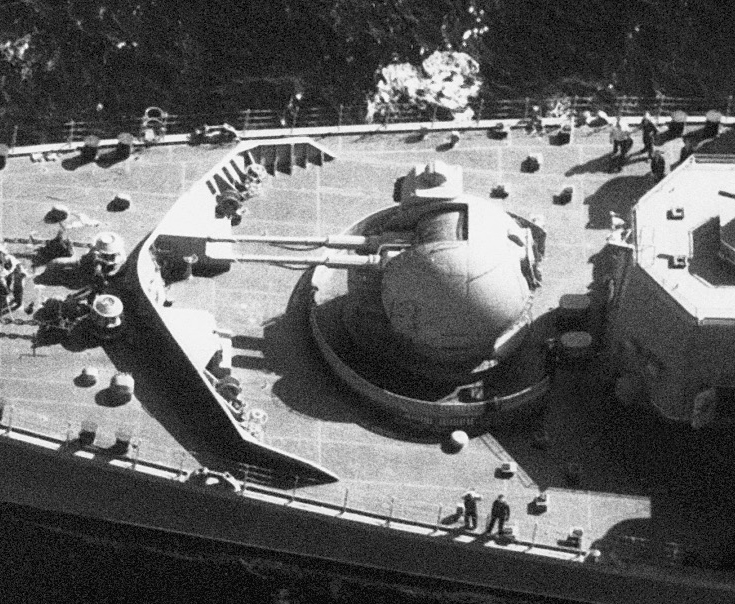
tourelle canon bitube AK-130

S’y ajoutent une tourelle canon bitube multirôle AK-130 de calibre 130 mm, dix tubes lance-torpilles de 21 pouces pour missile anti-sous-marin RPK-2 Viyuga ou torpille classique, deux lance-roquettes anti-sous-marins à 12 tubes type RBU-6000.
Un hélicoptère Ka-25 ou Ka-27 peut décoller et apponter depuis une plateforme arrière et rejoindre son hangar en contrebas via une rampe inclinée.
Il est notamment utilisé pour la reconnaissance et la désignation de cibles.

### Les navires
Les trois premiers croiseurs de la classe Slava sont mis en service entre 1983 et 1989 tandis qu’un quatrième reste en construction en Ukraine après la chute de l’URSS.
Les unités suivantes, d’une classe qui devait en compter 7, sont annulées.
La Russie maintient en service ses trois croiseurs de la classe Slava dans les années 1990 et 2000 malgré quelques difficultés à financer leurs coûteux entretiens.
L’Ukraine n’a jamais pu financer seule l’achèvement de la quatrième unité dont elle voulait un temps faire son navire amiral. Mise sur cale en 1984 et achevée à 96 % aujourd’hui[Quand ?], elle n’a pas trouvé non plus preneur en Russie ou à l’export et son sort reste indéterminé pour le moment.
Le 19 septembre 2019, Aivaras Abromavičius annonce qu'il est à vendre.

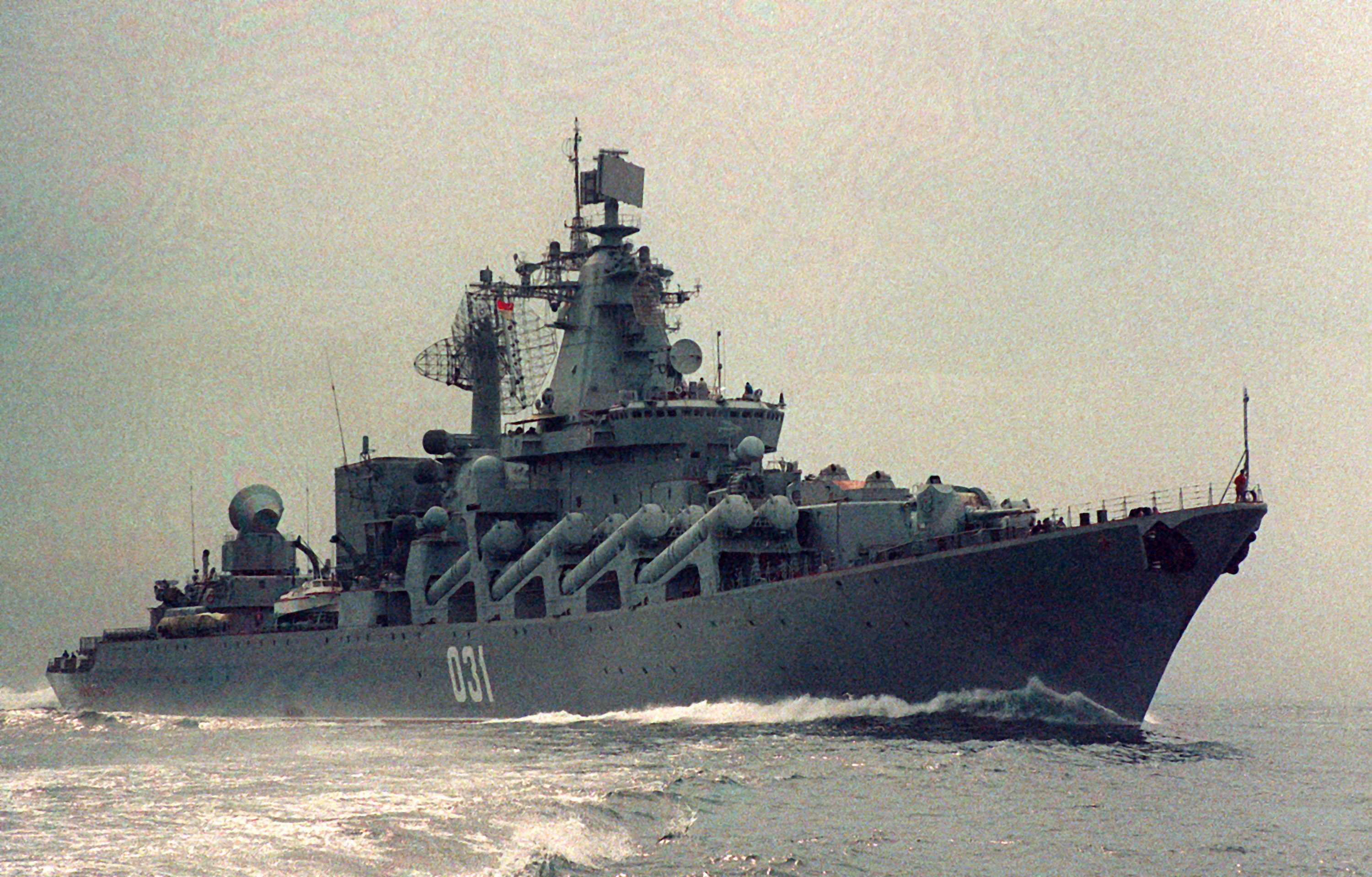
Le Tchervona Oukraïna (Ukraine rouge) en 1990

| Nom                                           | Chantier naval         | Mise en chantier | Lancement       | Mise en service         | Commentaires                                                                                  |
| --------------------------------------------- | ---------------------- | ---------------- | --------------- | ----------------------- | --------------------------------------------------------------------------------------------- |
| Moskva (ex Slava)                             | Chantiers de Nikolaïev | 5 novembre 1976  | 27 juillet 1979 | 30 décembre 1982        | Renommé en Moskva en 2000. Coulé le 14 avril 2022 pendant l'invasion russe de l'Ukraine.      |
| Marechal Oustinov (initialement Amiral Lobov) | Chantiers de Nikolaïev | 5 octobre 1978   | 25 février 1982 | 19 septembre 1986       | Retour en ligne en 2019 après réparations intermédiaires et modernisation commencées en 2011. |
| Varyag (ex Tchervona Oukraïna)                | Chantiers de Nikolaïev | 31 juillet 1979  | 28 août 1983    | 25 décembre 1989        | Renommé en Varyag en 1996. Réparations à venir dans les années 2020.                          |
| Ukraïna (initialement Amiral Lobov)           | Chantiers de Nikolaïev | 29 août 1984     | 11 août 1990    | Jamais entré en service | Renommé en Oukraïna                                                                           |